# William Walker
Pour les articles homonymes, voir William Walker (homonymie) et Walker.
William Walker, né le 8 mai 1824 à Nashville (Tennessee, États-Unis) et mort le 12 septembre 1860 à Trujillo (Honduras), est un aventurier, flibustier et soldat de fortune américain qui tenta de conquérir plusieurs pays d'Amérique latine au XIXe siècle. En 1855, il envahit l'Amérique centrale et devient président du Nicaragua en 1856. Renversé en 1857 par la campagne nationale du Costa Rica menée contre lui, il est mis à mort par le gouvernement du Honduras en 1860.

## Biographie
Walker est né à Nashville, dans le Tennessee, d'un père écossais et d'une mère virginienne. Sa mère, Mary Norvell, était la fille du lieutenant Lipscomb Norvell, officier pendant la guerre d'indépendance des États-Unis.
À l’âge de 14 ans, William Walker est diplômé summa cum laude de l'université de Nashville. Il voyage ensuite en Europe, étudiant la médecine à l’université d'Édimbourg et à celle de Heidelberg. À l’âge de 19 ans, il est reçu docteur à l’université de Pennsylvanie et pratique quelque temps la médecine à Philadelphie avant de se rendre à La Nouvelle-Orléans pour étudier le droit.
Après une brève expérience en tant que juriste, Walker devient copropriétaire et rédacteur en chef du New Orleans Crescent, un journal local. En 1849, il se rend à San Francisco où il est journaliste. Il est blessé à trois reprises au cours de duels. C'est à cette époque que William Walker conçoit le projet de conquérir de vastes régions d'Amérique latine, où il fonderait des colonies dirigées par des anglophones blancs.

### Expédition au Mexique
Le 15 octobre 1853, accompagné de 45 hommes, Walker commence sa première expédition de flibuste : la conquête des territoires mexicains de la Basse-Californie et de la Sonora. À la tête d'une armée privée, il s'empare de La Paz, capitale de la Basse-Californie, qui est un vaste territoire très peu peuplé. Il fait de La Paz la capitale de la nouvelle république de Basse-Californie, dont il se proclame président. Bien qu'il n'ait jamais réussi à s'approprier la Sonora, il décide trois mois plus tard d'intégrer la Basse-Californie à une grande république de Sonora. Le manque de soutien matériel, l'extrême aridité de la Basse-Californie et une résistance inattendue de la part des Mexicains contraignent Walker à battre en retraite après avoir été vaincu au cours d'une bataille. De retour en Californie, il est jugé pour avoir mené une guerre illégale, mais finalement acquitté, procès à l'occasion duquel il fait la connaissance de Byron Cole, qui l'accompagnera au Nicaragua. À cette époque, l'opinion du Sud des États-Unis, juge plutôt d'un bon œil ces tentatives d'expansion (voir Destinée manifeste). Il ne fallut pas plus de huit minutes pour que Walker soit acquitté.

### Le maître du Nicaragua
La république centraméricaine du Nicaragua est en proie à la guerre civile, et la faction rebelle, dirigée par le président Francisco Castellón, engage Walker comme mercenaire. Entre-temps, William Walker était devenu actionnaire de la Honduras Mining and Trading Company de Byron Cole, basée à New York, qui cherche de l'or dans la rivière Patuca, à l'est du Honduras. Byron Cole craint l'évolution politique en Amérique centrale et convainc William Walker, qui travaille dans son journal à San Francisco, de répondre aux demandes du gouvernement nicaraguayen. Un accord est signé le 28 décembre 1854, et Byron Cole obtient, pour récompenser son entremise, un don de terres de Francisco Castellón. Son armée est financée par un groupe de firmes de Boston (dont la future United Fruit).
Échappant aux autorités américaines qui veulent l'empêcher de partir, William Walker quitte San Francisco le 4 mai 1855. Le 1er septembre, Walker et ses hommes battent l'armée nationale nicaraguayenne à La Virgen et s'emparent un mois plus tard de la capitale, Granada. Au départ, Walker détient le pouvoir dans le pays à travers le président fantoche Patricio Rivas. Malgré le caractère illégal de l'expédition, le président des États-Unis Franklin Pierce reconnaît officiellement le régime de Walker le 20 mai 1856. Les agents de Walker commencent alors à recruter des Américains et des Européens dans l'idée de conquérir les quatre autres États d'Amérique centrale : le Guatemala, le Salvador, le Honduras et le Costa Rica. Plus d'un millier de mercenaires répondent à son appel.
À cette époque, un des principaux itinéraires commerciaux entre New York et San Francisco passait par le Nicaragua. Les bateaux remontaient le fleuve San Juan jusqu'au lac Nicaragua, puis les marchandises étaient acheminées par la terre sur une courte distance avant d'atteindre l'océan Pacifique et de réembarquer vers la Californie. L'exploitation commerciale de cette route avait été confiée à l'Accessory Transit Company, fondée par Cornelius Vanderbilt. Mais le contrôle de la société passe aux hommes d'affaires Cornelius K. Garrison et Charles Morgan, qui soutiennent l'expédition de Walker.
Il s'ensuit une guerre d'influences, Vanderbilt faisant pression sur le gouvernement américain pour qu'il revienne sur sa décision de reconnaître la légitimité du gouvernement Walker. Vanderbilt réussit à former une coalition entre les États voisins du Nicaragua, menée par le Costa Rica, en fournissant un soutien financier et matériel aux armées de ces pays. Il s'efforce aussi de couper l'acheminement des marchandises vers le Nicaragua et promet un voyage gratuit aux États-Unis pour les déserteurs de l'armée de Walker.
En avril 1856, les troupes du Costa Rica pénètrent au Nicaragua et infligent une défaite aux hommes de Walker à la bataille de Rivas. Au cours de cette bataille, s'illustre Juan Santamaría, futur héros national de la campagne nationale du Costa Rica.
En juillet 1856, Walker s'auto-proclame président du Nicaragua après un simulacre d'élections et décide de faire de l'anglais la langue officielle. Se sachant en position instable, il pense obtenir le soutien des Sudistes américains en se proclamant en faveur de l’esclavage des Noirs et en rétablissant l'esclavage au Nicaragua, depuis longtemps aboli. Il attire ainsi l'attention de Pierre Soulé, politicien influent à La Nouvelle-Orléans, qui rallie à la cause de Walker de nombreuses personnes. Malgré tout, l'armée de Walker est très affaiblie par une épidémie de choléra et de nombreuses défections. Pourtant, le président Franklin Pierce envisage d'incorporer le Nicaragua aux États-Unis.
Le 1er mai 1857, Walker est contraint de se rendre au commandant Charles Henry Davis. De retour à New York, il est accueilli en héros, mais il s'aliène rapidement une partie de l'opinion publique en imputant sa défaite à l'US Navy. Présenté devant un tribunal, il plaide non coupable et demande aux jurés s'ils ne préféraient pas d'un Nicaragua esclavagiste et intégré aux États-Unis plutôt qu'indépendant. Il est acquitté et largement applaudi par le jury. Il ne lui faut pas plus de six mois pour monter une autre expédition, mais il est arrêté par la marine américaine.

### Mort au Honduras
Walker retourne en Amérique centrale. Il arrive à Trujillo, au Honduras, et tombe sous la coupe de la Royal Navy. Le gouvernement britannique contrôlait alors les abords du Honduras britannique (actuel Belize) et la côte des Mosquitos (actuellement au Nicaragua). Il voyait d'un mauvais œil l'arrivée de Walker qui pourrait contrecarrer ses projets de percement d'un canal entre l'Atlantique et le Pacifique.
Walker est livré aux autorités du Honduras et fusillé le 12 septembre 1860 à Trujillo.

## Walker dans la culture populaire
- Film : Walker, d'Alex Cox, avec Ed Harris dans le rôle de Walker. Long-métrage délibérément anachronique (machines à écrire, opérations héliportées), très inspiré de la vie de Walker et de ses frères.
- Joué par Marlon Brando, le personnage principal de Queimada, réalisé en 1969 par Gillo Pontecorvo, s'inspire fortement de William Walker, dont il porte également le nom.
- William Walker est l’un des personnages principaux du livre de Patrick Deville Pura Vida.

## Œuvres
- (en) The war in Nicaragua, New York, S.H. Goetzel, 1860, 431 p. (lire en ligne).
- La guerre du Nicaragua, traduction et notes d'Olivier Cabiro, Les Indes savantes, 2020

### Sources
- Charles W. Doubleday (trad. de l'anglais par Olivier Cabiro), William Walker, le flibustier du Nicaragua : à la conquête d'un empire (1854-1860) [« Reminiscences of the "Filibusters" War in Nicaragua »], Paris, Ginkgo éditeur, 2018, 225 p. (ISBN 978-2-84679-297-4, OCLC 1057902920, SUDOC 230933777)
- C.W  Doubleday, Reminiscences of the Filibuster War in Nicaragua, New York, G.P. Putnam’s Sons, 1886.
- James Carson Jamison, With Walker in Nicaragua: Reminiscences of an Officer of the American Phalanx, Columbia, MO, E.W. Stephens, 1909.
- Samuel F. Wight, Adventures in California and Nicaragua: a Truthful Epic, Boston, Alfred Mudge & Son, 1860.
- Fayssoux Collection, Tulane University, Latin American Library.
- United States Magazine, sept. 1856, Vol. III no 3, p. 266–72.
- « Filibustering », Putnam’s Monthly Magazine (New York), April 1857, p. 425–35.
- Walker’s Reverses in Nicaragua, Anti-Slavery Bugle, November 17, 1856.
- « The Lesson », National Era, June 4, 1857, 90.
- « The Administration and Commodore Paulding », National Era, January 7, 1858.
- « Wanted — A Few Filibusters », Harper’s Weekly, January 10, 1857.
- « Reception of Gen. Walker », New Orleans Picayune, May 28, 1857.
- « Arrival of Walker », New Orleans Picayune, May 28, 1857.
- « Our Influence in the Isthmus », New Orleans Picayune, February 17, 1856.
- New Orleans Sunday Delta, June 27, 1856.
- « Nicaragua and President Walker », Louisville Times, December 13, 1856.
- « Le Nicaragua et les Filibustiers », Opelousas Courier, May 10, 1856.
- « What is to Become of Nicaragua? », Harper’s Weekly, June 6, 1857.
- « The Late General Walker », Harper’s Weekly, October 13, 1860.
- « What General Walker is Like », Harper’s Weekly, September, 1856.
- « Message of the President to the Senate in Reference to the Late Arrest of Gen. Walker », Louisville Courier, January 12, 1858.
- « The Central American Question — What Walker May Do », New York Times, January 1, 1856.
- « A Serious Farce », New York Times, December 14, 1853.